# Бен (Јон)
Бен (фр. Beine) насеље је и општина у источном делу централне Француске у региону Бургоња, у департману Јон која припада префектури Осер.
По подацима из 2011. године у општини је живело 539 становника, а густина насељености је износила 24,99 становника/km². Општина се простире на површини од 21,57 km². Налази се на средњој надморској висини од 180 метара (максималној 292 m, а минималној 136 m).

## Демографија
| 1962. | 1968. | 1975. | 1982. | 1990. | 1999. | 2011. |
| ----- | ----- | ----- | ----- | ----- | ----- | ----- |
| 326   | 338   | 331   | 374   | 403   | 454   | 539   |

График промене броја становника у току последњих година